# Eulasiopalpus subalpinus
Eulasiopalpus subalpinus là một loài ruồi trong họ Tachinidae.